# جزر العذراء الإسبانية

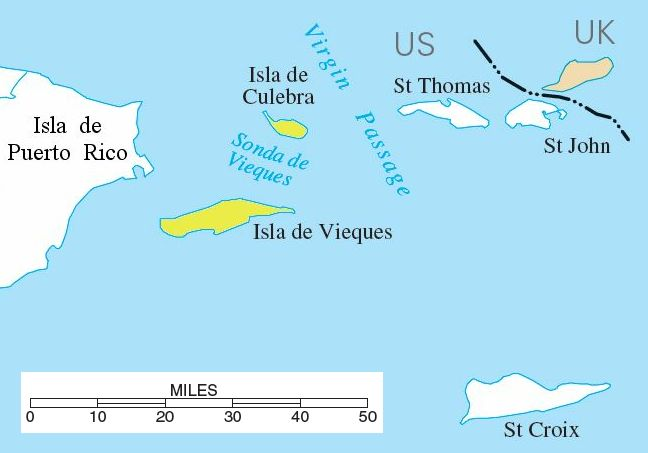
جزر العذراء الإسبانية (باللون الأصفر). العديد من الجزر الصغيرة غير معروضة على هذه الخريطة.

جزر العذراء الإسبانية (تسمى أيضًا «جزر المرور» أو «جزر العذراء بورتوريكو») هي مجموعة من الجزر الكاريبية الواقعة شرق بورتوريكو مباشرةً، وهي جزء إداري منها ولا تشترك في أي رابط سياسي مباشرة مع جزر العذراء الأمريكية، وتقع مباشرة إلى الشرق. كجزر بورتوريكو، لا يتم الاعتراف بها في كثير من الأحيان كجزء من أرخبيل جزر العذراء. ومع ذلك، فإنهم ينتمون جغرافيًا إلى نفس السلسلة. كما أنها أقرب إلى سانت توماس من سانت كروا (جزيرتان من جزر العذراء الأمريكية).
الاسم «جزر العذراء الإسبانية» شائع في الأدب السياحي البورتوريكي  ، ولكنه نادرًا ما يظهر في الخرائط والأطالس العامة.
مثل بورتوريكو، كانوا ينتمون إلى إسبانيا لفترة طويلة، وظلت الإسبانية هي اللغة السائدة هناك، على الرغم من التحدث باللغة الإنجليزية هناك.
إدارياً، ينقسم الأرخبيل إلى بلديتين: كوليبرا وفييكس.
عدد السكان الأرخبيل، 11,119 نسمة وتحتل مساحة 378,2 كيلومتر مرابع، المجتمع الأكثر اكتظاظًا بالسكان هو إيزابيل سيجوندا التي يبلغ 1459 نسمة.